# Gegard Mousasi
Gegard Mousasi (Teherán, 1 de agosto de 1985) es un artista marcial mixto y kickboxer neerlandés que actualmente compite en la categoría de peso mediano en Bellator MMA donde ha sido en dos ocasiones campeón. También peleó en la Ultimate Fighting Championship.

## Primeros años
Mousasi nació en Teherán, Irán, de padres pertenecientes a minorías étnicas armenias durante la guerra entre Irán e Irak. A los cuatro años Mousasi y su familia se trasladaron a Leiden, Países Bajos, donde terminó la educación primaria antes de desarrollar un interés en las artes marciales.
Comenzó a practicar judo a los ocho años y a los quince años boxeo: doce meses después se convirtió en el campeón de boxeo aficionado de los Países Bajos con un récord de 12-1, obteniendo 9 victorias mediante nocaut. A continuación se dedicó a practicar kickboxing comenzando también a practicar eventualmente las artes marciales mixtas.

## Carrera como kickboxer

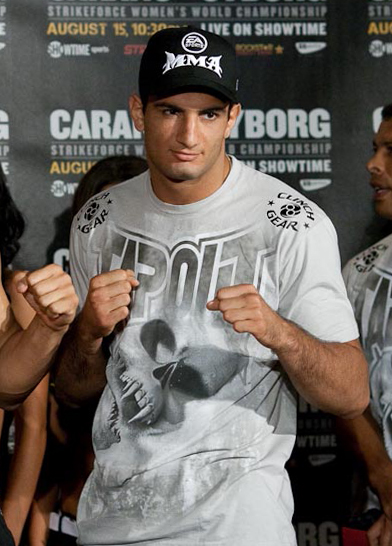
Mousasi en 2009 durante su paso por Strikeforce.

Posee un récord profesional invicto de ocho victorias en kickboxing entre las que destacan la victoria obtenida en el evento Dynamite!! 2008 frente a Musashi, cuatro veces campeón del Gran Premio de Japón de K-1, y la victoria obtenida en el evento Dynamite!! 2010 frente a Kyotaro, campeón de peso pesado de K-1 desde 2009 a 2011 con una defensa por el título.

## Carrera como artista marcial mixto

### Ultimate Fighting Championship
Se esperaba que Mousasi se enfrentara en debut con la promoción contra Alexander Gustafsson el 6 de abril de 2013 en UFC on Fuel TV 9. Sin embargo, el 30 de marzo Gustafsson sufrió un corte en su entrenamiento y, el 2 de abril, la Federación Sueca de MMA consideró que no podía participar. Gustafsson fue reemplazado por Ilir Latifi, un recién llegado y compañero de entrenamiento de Gustafsson. Mousasi ganó por decisión unánime.

#### Peso medio
Para su segunda pelea con la promoción, Mousasi bajo al peso medio para enfrentarse al excampeón de peso semipesado Lyoto Machida el 15 de febrero en el evento principal de UFC Fight Night 36. Mousasi perdió la pelea por decisión unánime.
Mousasi se enfrentó a Mark Muñoz el 31 de mayo de 2014 en UFC Fight Night 41. Mousasi ganó la pelea por sumisión en la primera ronda, ganando así el premio a la Actuación de la Noche.
El 5 de septiembre de 2014, Mousasi se enfrentó a Ronaldo Souza en una revancha en UFC Fight Night 50. Mousasi perdió la pelea por sumisión en la tercera ronda.
El 24 de enero de 2015, Mousasi se enfrentó a Dan Henderson en UFC on Fox 14. Mousasi ganó la pelea por nocaut técnico en la primera ronda, ganando así el premio a la Actuación de la Noche.
Mousasi se enfrentó a Costa Philippou el 16 de mayo de 2015 en UFC Fight Night 66. Mousasi ganó la pelea por decisión unánime.
Mousasi se enfrentó a Uriah Hall el 27 de septiembre de 2015 en UFC Fight Night 75. Mousasi perdió la pelea por nocaut técnico en la segunda ronda, siendo esta la primera vez que es noqueado en toda su carrera.
El 27 de febrero de 2016, Mousasi se enfrentó a Thales Leites en UFC Fight Night 84. Mousasi ganó la pelea por decisión unánime.
Mousasi debió enfrentar a Derek Brunson el 9 de julio de 2016, en el UFC 200. Se reveló más tarde que Brunson se vio obligado a retirarse de la pelea, y que Thiago Santos lo reemplazaría para luchar contra Mousasi. Ganó la lucha a través de TKO en la primera ronda y fue galardonado con el premio Actuación de la Noche.
Una de pelea larga discute con Vitor Belfort tuvo lugar el 8 de octubre de 2016, en el UFC 204. Mousasi ganó la pelea por TKO en la segunda ronda.
Mousasi venció a Uriah Hall por nocaut técnico en su revancha el 19 de noviembre de 2016, en UFC Fight Night: Mousasi vs. Hall 2.
Mousasi se enfrentó a Chris Weidman en UFC 210 el 8 de abril de 2017. En la segunda ronda, Mousasi golpeó a Weidman con dos rodillazos a la cabeza, el último de los cuales el árbitro Dan Mirgliota interrumpió la pelea porque erróneamente pensó que eran ilegales. Sin embargo, después de consultar con otro árbitro "Big" John McCarthy, ambas rodillas parecían ser legales bajo las nuevas reglas unificadas introducidas desde 2017. En última instancia, la pelea terminó y se consideró victoria por TKO para Mousasi. Mousasi acusó a Weidman de intentar ganar la pelea por descalificación. Weidman admitió que esperaba ganar la pelea por descalificación. Sólo estaba dispuesto a continuar cuando le dijeron que la rodilla era legal después de casi dos minutos de los cinco asignados para recuperarse por Mirgliota bajo el supuesto de que la rodilla era ilegal. Audio de la esquina de Weidman reveló a Matt Serra diciendo que Weidman dijo a los médicos que pensaba que era febrero. El hecho de no poder informar al personal médico de la fecha correcta posiblemente influyó en su decisión de no permitirle continuar.

### Bellator MMA
El 10 de julio de 2017, Mousasi anunció que había firmado con Bellator MMA para un acuerdo de seis peleas y debería competir por el título de peso medio más tarde en 2017. También anunció que su objetivo sería también obtener el cinturón de peso semipesado, después de convertirse primero en el campeón de peso mediano Bellator.
Durante la tarjeta principal de Bellator 181, se anunció por la promoción que Mousasi haría su debut contra Alexander Shlemenko en Bellator 185 el 20 de octubre de 2017. En el primer minuto, un golpe de Shlemenko rompió el orbital derecho de Mousasi, causando que Mousasi peleara con un ojo durante casi toda la pelea. El resto de la primera ronda consistió principalmente en Mousasi anotando derribos múltiples, aterrizando muchos golpes, e intentando varias manivelas de cuello y estrangulaciones traseras. Un médico inspeccionó el ojo de Mousasi antes de la segunda vuelta y lo consideró apto para continuar. En la segunda ronda, ambos combatientes aterrizaron golpes en intercambios cortos durante los primeros tres minutos hasta que Mousasi conectó dos derribos y pasó la mayor parte de los últimos dos minutos haciendo intentos de sumisión y aterrizando, lo que causó que la cara de Shlemenko sangrara. Cuando la ronda terminó, Mousasi todavía estaba en una posición dominante de respaldo sobre Shlemenko. En la tercera y última ronda, Schlemenko conectó el mejor de los golpes de pie y el único intento de derribo de Mousasi fue infructuoso. Mousasi ganó la pelea por decisión unánime con el marcador de 29-28, 29-28 y 29-28. Siete de los once medios de MMA anotaron la pelea como una decisión ganadora para Shlemenko.

#### Campeonato de Peso Mediano de Bellator
Mousasi se enfrentó a Rafael Carvalho el 25 de mayo en Bellator 200 en Londres, Inglaterra, por el Campeonato de Peso Medio de Bellator. Después de anotar un derribo temprano, Mousasi ganó la pelea a través de TKO en la primera ronda. Mousasi se convirtió en el primer peleador en ganar un título mundial tanto en Strikeforce como en Bellator MMA.
Mousasi hizo la primera defensa de su título contra el campeón wélter de Bellator, Rory MacDonald, el 29 de septiembre de 2018. Ganó la pelea por TKO en el segundo asalto.

#### Segundo reinado titular
En febrero de 2020, se anunció que Rafael Lovato Jr. fue forzado a renunciar al Campeonato Mundial de Peso Mediano de Bellator debido a un cavernoma cerebral. Bellator luego anunció que Mousasi enfrentarí al Campeón de Peso Wélter de Bellator MMA Douglas Lima por el Campeonato Vacante de Peso Mediano de Bellator en Bellator 242 el 9 de mayo de 2020. En el momento, Mousasi también fimro un nuevo contrato de 8 peleas con Bellator. Sin embargo, se anunció que Bellator 242 y la pelea de Mousasi contra Lima sería pospuesta por la Pandemia de COVID-19. La pelea fue reprogramada para llevarse a cabo en Bellator 250. Mousasi ganó la pelea por decisión unánime y obtuvo el título por segunda ocasión.
Mousasi hizo la primera defensa de su segundo reinado contra John Salter el 13 de agosto de 2021 en Bellator 264. Ganó la pelea por TKO en el tercer asalto.
Mousasi hizo la segunda defensa de su título contra Austin Vanderford en Bellator 275 el 25 de febrero de 2022 en el 3Arena en Dublín, Irlanda. Ganó la pelea por TKO en el primer asalto.
Mousasi enfrentó Johnny Eblen en Bellator 282 el 24 de junio de 2022 Perdió la pelea y el título por decisión unánime.
Mousasi enfrentó a Fabian Edwards el 12 de mayo de 2023, en Bellator 296. Perdió la pelea por decisión unánime.

## Juegos Olímpicos de Londres 2012
El 31 de enero de 2011 se reveló que Mousasi estaba considerando la posibilidad de hacer la prueba de boxeo para participar en los Juegos Olímpicos de Londres 2012. Mousasi trataría de clasificarse a través de las pruebas clasificatorias de los Países Bajos. Su mánager dijo por aquel entonces que participar en los Juegos Olímpicos lo haría mejor luchador además de que Mousasi iba avalado por su título de campeón de los Países Bajos en boxeo aficionado en el año 2001 pero finalmente, a causa de una lesión y la firma de un nuevo contrato con Strikeforce, abandonó el interés en competir en los Juegos Olímpicos.

## Campeonatos y logros
| - Ultimate Fighting Championship - Actuación de la Noche (tres veces) - Pelea de la Noche (una vez) - Bellator MMA - Campeón de Peso Mediano (dos veces) - Strikeforce - Campeón de Peso Semipesado de Strikeforce (Una vez) - Detención arbitral más rápida en un combate por el título en Strikeforce 1:00; vs. Renato Sobral - DREAM - Campeón de Peso Medio (Una vez; Primera; Última; Única) - Campeón de Peso Semipesado (Una vez; Primera; Última; Única) - Campeón del Gran Premio de Peso Medio DREAM 2008 - Campeón del Gran Premio de Peso Semipesado DREAM 2010 - Primer combatiente en ganar Campeonatos de DREAM en diversas clases de peso (Dos) - Primer combatiente en ganar el Gran Premio de DREAM en diversas clases de peso (Dos) - Cage Warriors Fighting Championship - Campeón de Peso Medio (Una vez) - World MMA Awards - Peleador Europeo del Año (2009) - Inside MMA - Premio a la mayor progresión (2008) - Bleacher Report - Peleador del Año (2008) | - Nederlandse Boks Bond - Campeón de los Países Bajos (2001) |

## Récord en artes marciales mixtas
| Récord profesional | Récord profesional | Récord profesional |
| 60 peleas          | 49 victorias       | 9 derrotas         |
| ------------------ | ------------------ | ------------------ |
| Nocaut             | 28                 | 1                  |
| Sumisión           | 12                 | 3                  |
| Decisión           | 9                  | 5                  |
| Empates            | 2                  | 2                  |

| Resultado | Récord | Oponente             | Método                            | Evento                                | Fecha                    | Ronda | Tiempo | Localización              | Notas |
| --------- | ------ | -------------------- | --------------------------------- | ------------------------------------- | ------------------------ | ----- | ------ | ------------------------- | --- |
| Derrota   | 49–9–2 | Fabian Edwards       | Decisión (unánime)                | Bellator 296                          | 12 de mayo de 2023       | 5     | 5:00   | París                     | Eliminatoria titular de peso mediano.                                                                                            |
| Derrota   | 49–8–2 | Johnny Eblen         | Decisión (unánime)                | Bellator 282                          | 24 de junio de 2022      | 5     | 5:00   | Uncasville, Connecticut   | Perdió el Campeonato de Peso Mediano de Bellator.                                                                                |
| Victoria  | 49–7–2 | Austin Vanderford    | TKO (golpes)                      | Bellator 275                          | 25 de febrero de 2022    | 1     | 1:25   | Dublín                    | Defendió el Campeonato de Peso Mediano de Bellator.                                                                              |
| Victoria  | 48–7–2 | John Salter          | TKO (golpes)                      | Bellator 265                          | 13 de agosto de 2021     | 3     | 2:07   | Uncasville, Connecticut   | Defendió el Campeonato de Peso Mediano de Bellator.                                                                              |
| Victoria  | 47–7–2 | Douglas Lima         | Decisión (unánime)                | Bellator 250                          | 29 de octubre de 2020    | 5     | 5:00   | Uncasville, Connecticut   | Ganó el Campeonato de Peso Mediano de Bellator.                                                                                  |
| Victoria  | 46–7–2 | Lyoto Machida        | Decisión (dividida)               | Bellator 228                          | 28 de septiembre de 2019 | 3     | 5:00   | Inglewood, California     | |
| Derrota   | 45–7–2 | Rafael Lovato Jr.    | Decisión (mayoritaria)            | Bellator 223                          | 22 de junio de 2019      | 5     | 5:00   | Londres                   | Perdió el Campeonato de Peso Mediano de Bellator.                                                                                |
| Victoria  | 45–6–2 | Rory MacDonald       | TKO (codazos)                     | Bellator 206                          | 29 de septiembre de 2018 | 2     | 3:23   | San Jose, California      | Defendió el Campeonato de Peso Mediano de Bellator.                                                                              |
| Victoria  | 44–6–2 | Rafael Carvalho      | TKO (golpes en el suelo)          | Bellator 200                          | 25 de mayo de 2018       | 1     | 3:35   | Londres                   | Ganó el Campeonato de Peso Mediano de Bellator.                                                                                  |
| Victoria  | 43–6–2 | Alexander Shlemenko  | Decisión (unánime)                | Bellator 185                          | 20 de octubre de 2017    | 3     | 5:00   | Uncasville, Connecticut   | |
| Victoria  | 42–6–2 | Chris Weidman        | TKO (Rodillazos)                  | UFC 210                               | 8 de abril de 2017       | 2     | 3:13   | Buffalo, Nueva York       | |
| Victoria  | 41–6–2 | Uriah Hall           | TKO (golpes)                      | UFC Fight Night: Mousasi vs. Hall 2   | 19 de noviembre de 2016  | 1     | 4:39   | Belfast                   | |
| Victoria  | 40–6–2 | Vitor Belfort        | TKO (patada a la cabeza y golpes) | UFC 204                               | 8 de octubre de 2016     | 2     | 2:43   | Manchester                | |
| Victoria  | 39–6–2 | Thiago Santos        | KO (golpes)                       | UFC 200                               | 9 de julio de 2016       | 1     | 4:32   | Las Vegas, Nevada         | Actuación de la Noche. |
| Victoria  | 38–6–2 | Thales Leites        | Decisión (unánime)                | UFC Fight Night: Silva vs. Bisping    | 27 de febrero de 2016    | 3     | 5:00   | Londres                   | |
| Derrota   | 37–6–2 | Uriah Hall           | TKO (rodillazo volador y golpes)  | UFC Fight Night: Barnett vs. Nelson   | 27 de septiembre de 2015 | 2     | 0:25   | Saitama                   | |
| Victoria  | 37–5–2 | Costa Philippou      | Decisión (unánime)                | UFC Fight Night: Edgar vs. Faber      | 16 de mayo de 2015       | 3     | 5:00   | Pásay                     | |
| Victoria  | 36–5–2 | Dan Henderson        | TKO (golpes)                      | UFC on Fox: Gustafsson vs. Johnson    | 24 de enero de 2015      | 1     | 1:10   | Estocolmo                 | Actuación de la Noche. |
| Derrota   | 35–5–2 | Ronaldo Souza        | Sumisión (guillotine choke)       | UFC Fight Night: Souza vs. Mousasi    | 5 de septiembre de 2014  | 3     | 4:30   | Ledyard, Connecticut      | |
| Victoria  | 35–4–2 | Mark Muñoz           | Sumisión (rear-naked choke)       | UFC Fight Night: Muñoz vs. Mousasi    | 31 de mayo de 2014       | 1     | 3:57   | Berlín                    | Actuación de la Noche. |
| Derrota   | 34–4–2 | Lyoto Machida        | Decisión (unánime)                | UFC Fight Night: Machida vs. Mousasi  | 15 de febrero de 2014    | 5     | 5:00   | Jaraguá do Sul            | Pelea de la Noche. |
| Victoria  | 34–3–2 | Ilir Latifi          | Decisión (unánime)                | UFC on Fuel TV: Mousasi vs. Latifi    | 6 de abril de 2013       | 3     | 5:00   | Estocolmo                 | Debut en UFC. |
| Victoria  | 33–3–2 | Mike Kyle            | Sumisión (rear-naked choke)       | Strikeforce: Marquardt vs. Saffiedine | 12 de enero de 2013      | 1     | 4:09   | Oklahoma City, Oklahoma   | |
| Victoria  | 32–3–2 | Ovince Saint Preux   | Decisión (unánime)                | Strikeforce: Melendez vs. Masvidal    | 17 de diciembre de 2011  | 3     | 5:00   | San Diego, California     | |
| Victoria  | 31–3–2 | Hiroshi Izumi        | TKO (golpes)                      | DREAM: Japan GP Final                 | 16 de julio de 2011      | 1     | 3:29   | Tokio                     | Defendió el Campeonato de Peso Semipesado de DREAM.                                                                              |
| Empate    | 30–3–2 | Keith Jardine        | Empate (mayoritario)              | Strikeforce: Diaz vs. Daley           | 9 de abril de 2011       | 3     | 5:00   | San Diego, California     | A Mousasi se le restó un punto por una patada ilegal.                                                                            |
| Victoria  | 30–3–1 | Tatsuya Mizuno       | Sumisión (rear-naked choke)       | DREAM 16                              | 25 de septiembre de 2010 | 1     | 6:10   | Nagoya                    | Campeón del Gran Premio de Peso Semipesado DREAM 2010.                                                                           |
| Victoria  | 29–3–1 | Jake O'Brien         | Sumisión (guillotine choke)       | DREAM 15                              | 10 de julio de 2010      | 1     | 0:31   | Saitama                   | GP de Peso Semipesado DREAM 2010 (Semifinal); Combate disputado en 212 libras debido a que O'Brien no alcanzó el peso requerido. |
| Derrota   | 28–3–1 | Muhammed Lawal       | Decisión (unánime)                | Strikeforce: Nashville                | 17 de abril de 2010      | 5     | 5:00   | Nashville, Tennessee      | Perdió el Campeonato de Peso Semipesado de Strikeforce. A Mousasi se le restó un punto por una patada ilegal.                    |
| Victoria  | 28–2–1 | Gary Goodridge       | TKO (golpes)                      | Dynamite!! 2009                       | 31 de diciembre de 2009  | 1     | 1:34   | Saitama                   | Combate de peso pesado. |
| Victoria  | 27–2–1 | Rameau Sokoudjou     | TKO (golpes)                      | Strikeforce: Fedor vs. Rogers         | 7 de noviembre de 2009   | 2     | 3:43   | Hoffman Estates, Illinois | Combate sin título en disputa.                                                                                                   |
| Victoria  | 26–2–1 | Renato Sobral        | KO (golpes)                       | Strikeforce: Carano vs. Cyborg        | 15 de agosto de 2009     | 1     | 1:00   | San José, California      | Ganó el Campeonato de Peso Semipesado de Strikeforce.                                                                            |
| Victoria  | 25–2–1 | Mark Hunt            | Sumisión (kimura)                 | DREAM 9                               | 26 de mayo de 2009       | 1     | 1:19   | Yokohama                  | GP Super Hulk de DREAM (Cuartos de final); Combate con peso acordado de 212 libras.                                              |
| Victoria  | 24–2–1 | Ronaldo Souza        | KO (patada alta)                  | DREAM 6                               | 23 de septiembre de 2008 | 1     | 2:15   | Saitama                   | GP de Peso Medio DREAM 2008 (Final); Campeón del primer Gran Premio de Peso Medio de DREAM.                                      |
| Victoria  | 23–2–1 | Melvin Manhoef       | Sumisión (triangle choke)         | DREAM 6                               | 23 de septiembre de 2008 | 1     | 1:28   | Saitama                   | GP de Peso Medio DREAM 2008 (semifinal).                                                                                         |
| Victoria  | 22–2–1 | Yoon Dong-Sik        | Decisión (unánime)                | DREAM 4                               | 15 de junio de 2008      | 2     | 5:00   | Yokohama                  | GP de Peso Medio DREAM 2008 (Cuartos de final).                                                                                  |
| Victoria  | 21–2–1 | Denis Kang           | Sumisión (triangle choke)         | DREAM 2                               | 29 de abril de 2008      | 1     | 3:10   | Saitama                   | GP de Peso Medio DREAM 2008 (Primera ronda).                                                                                     |
| Victoria  | 20–2–1 | Steve Mensing        | TKO (golpes)                      | M-1 Mixfight                          | 2 de marzo de 2008       | 1     | 2:44   | Holanda Septentrional     | |
| Victoria  | 19–2–1 | Evangelista Santos   | TKO (golpes)                      | HCF: Destiny                          | 1 de febrero de 2008     | 1     | 3:42   | Calgary                   | Combate disputado en peso acordado de 194 libras.                                                                                |
| Victoria  | 18–2–1 | Damir Mirenic        | TKO (golpes)                      | HCF: Title Wave                       | 19 de octubre de 2007    | 1     | 4:46   | Calgary                   | |
| Victoria  | 17–2–1 | Kyacey Uscola        | TKO (golpes)                      | Bodog FIGHT                           | 25 de agosto de 2007     | 1     | 4:56   | Vancouver                 | |
| Victoria  | 16–2–1 | Alexander Kokoev     | Decisión (unánime)                | M-1 MFC: Battles                      | 21 de julio de 2007      | 3     | 5:00   | San Petersburgo           | |
| Victoria  | 15–2–1 | Gregory Bouchelaghem | Sumisión (golpes)                 | CWFC: Enter                           | 9 de diciembre de 2006   | 1     | 2:20   | Nottingham                | Ganó el Campeonato de Peso Medio de CWFC.                                                                                        |
| Victoria  | 14–2–1 | Héctor Lombard       | Decisión (unánime)                | PRIDE Bushido 13                      | 5 de noviembre de 2006   | 2     | 5:00   | Yokohama                  | GP de Peso Wélter PRIDE 2006 (Combate alternativo).                                                                              |
| Derrota   | 13–2–1 | Akihiro Gono         | Sumisión (armbar)                 | PRIDE Bushido 12                      | 26 de agosto de 2006     | 2     | 4:24   | Nagoya                    | GP de Peso Wélter PRIDE 2006 (Cuartos de final).                                                                                 |
| Victoria  | 13–1–1 | Makoto Takimoto      | TKO (lesión de ojo)               | PRIDE Bushido 11                      | 4 de junio de 2006       | 1     | 5:34   | Saitama                   | GP de Peso Wélter PRIDE 2006 (Primera ronda).                                                                                    |
| Victoria  | 12–1–1 | Hidetada Irie        | TKO (parada del equipo)           | Deep: 24 Impact                       | 11 de abril de 2006      | 2     | 1:29   | Tokio                     | |
| Victoria  | 11–1–1 | Sanjin Kadunc        | TKO (golpes)                      | Future Battle                         | 5 de marzo de 2006       | 1     | 0:35   | Bergen op Zoom            | |
| Victoria  | 10–1–1 | Andre Fyeet          | TKO (golpes)                      | 2H2H: Mixed Fight                     | 17 de diciembre de 2005  | 1     | 0:40   | Holanda Septentrional     | |
| Victoria  | 9–1–1  | Tsuyoshi Kurihara    | KO (rodillazo)                    | Deep: 22 Impact                       | 2 de diciembre de 2005   | 1     | 0:10   | Tokio                     | |
| Victoria  | 8–1–1  | Stefan Klever        | TKO (golpes)                      | Europe: Rotterdam Rumble              | 9 de octubre de 2005     | 1     | 3:39   | Róterdam                  | |
| Victoria  | 7–1–1  | Chico Martinez       | Sumisión (rear-naked choke)       | JE: Holland vs. Russia                | 24 de abril de 2005      | 1     | 4:39   | Holanda Septentrional     | |
| Victoria  | 6–1–1  | John Donnelly        | Sumisión (armbar)                 | Rings: Bushido Ireland                | 12 de marzo de 2005      | 1     | 1:02   | Dublín                    | |
| Derrota   | 5–1–1  | Petras Markevičius   | Sumisión (armbar)                 | Fight Festival 13                     | 28 de febrero de 2005    | 2     | 1:49   | Helsinki                  | |
| Victoria  | 5–0–1  | Erik Oganov          | Sumisión (rear-naked choke)       | M-1 MFC: Fight Night                  | 5 de febrero de 2005     | 1     | 2:16   | San Petersburgo           | |
| Victoria  | 4–0–1  | Rody Trost           | TKO (golpes)                      | IMA: Mix Fight                        | 19 de diciembre de 2004  | 1     | 3:18   | Holanda Septentrional     | |
| Victoria  | 3–0–1  | Niko Puhakka         | Sumisión (rear-naked choke)       | Fight Festival 11                     | 11 de septiembre de 2004 | 2     | 2:17   | Helsinki                  | |
| Empate    | 2–0–1  | Gilson Ferreira      | Empate                            | Fight Gala                            | 15 de noviembre de 2003  | 2     | 5:00   | Zaandam                   | |
| Victoria  | 2–0    | Xander Nel           | TKO (golpes)                      | IMA: Mixfight                         | 12 de octubre de 2003    | 1     | 1:05   | Holanda Septentrional     | |
| Victoria  | 1–0    | Daniel Spek          | TKO (golpes)                      | 2H2H: 1st Open Team                   | 27 de abril de 2003      | 1     | 3:40   | Ámsterdam                 | |